# Ricohombre de Navarra

En el libro de Armería del Reino de Navarra están los doce blasones de los ricoshombres.

La denominación de ricohombre en el antiguo Reino de Navarra, según informa la Gran enciclopedia de Navarra, estaba reservado desde comienzos del siglo XIII, «a los miembros de la élite nobiliaria de los antiguos barones, tenentes natos de honores, rentas y castillos de la Corona.» Según el prof. Martín Duque se corresponderían con los seniores pamploneses que dos siglos después «el compilador del llamado "Fuero Antiguo" (...) tradujo al romance navarro y sus equivalentes mediante la expresión "los más ancianos de la tierra"». Los equivalentes a que se refiere serían «barones, de raíz germánica, y ricoshombres, préstamo castellano de finales del siglo XII que consta ya en el Liber Regum». La prof. Ramírez Vaquero matiza que dentro del estrato nobiliario deben distinguirse «al menos dos grupos de especial relevancia, situados en los extremos: el de los ricoshombres y el de los hidalgos o infanzones. Quedaría en medio un sector indefinido, que cabe considerar la escala de ascenso de los primeros, cuando se dan las oportunidades adecuadas (milicia, servicio, etc.)», el de los caballeros.
Para Julio Caro Baroja «el rico hombre es el pariente mayor, el cabo de armería en múltiples casos».

## Evolución del concepto
La figura del ricohombre, o la ricohombría, hunde sus raíces en las antiguas dignidades y títulos romanos. Era una denominación de origen castellano. José Yanguas y Miranda, en su Diccionario de Antigüedades del Reino de Navarra, afirma que era:

«Primera dignidad del reino entre la clase de la nobleza. No hay noticia de haberse usado de este título en Navarra hasta el siglo 12.»
José Yanguas y Miranda

En esa línea, los Ricoshombres de Navarra constituyeron el sector más privilegiado de la nobleza con alto nivel en prestigio social, capacidad económica y atribuciones políticas en el reino de Navarra. El Fuero General especifica sus funciones y les dedica varios capítulos de derecho privado.

«Parece según el fuero general que en un principio solo había los doce ricoshombres o doce sabios de la tierra. Es probable que rico y sabio eran sinónimos. (...) Los ricoshombres eran los consejeros del rey: sin consejo de ellos no podía tener corte ó tribunal (...) ni hacer paz, guerra ni tregua con otro rey ó reina, ni otro granado fecho ó embargamiento de regno: fuero general, cap. 1.»
José Yanguas y Miranda

## Los doce ricoshombres
Con un aparente trasfondo de referencia bíblica esta élite nobiliar se constituyó en número de doce con una reglamentación de acceso a la categoría. La movilidad de los linajes principales, debido a su movilidad, resulta complicada de reconstruirse.
En el Libro Viejo de Armería del Reino de Navarra, confeccionado en el siglo XVI por Gabriel de Huarte Ibarra, refleja en su primera página los siguientes linajes: 
Almoravid, Guevara, Aibar, Baztán, Urroz, Leet, Subiza, Rada, Vidaurre, Cascante, Montagudo y Mauleón.
Estas «doce familias aquí pintadas coinciden con las ilustradas en las claves del refectorio de la catedral de Pamplona, y representan un "colegio" descabezado casi por completo en la guerra de Navarra de 1276, frente a los Capeto.»
El prof. Mugueta enumera «unos dotados de una solera y raigambre tradicionales (Aibar, Almoravid, Azagra, Lehet, Oteiza, Rada, Subiza y Vela) y otros, aparentemente más jóvenes, ascendidos como consecuencia de la ramificación de antiguos troncos familiares, o del ascenso social a partir de la plataforma de los milites o infanzones (Baztán, Cascante, Óriz o Ramírez de Pedrola o Piérola)».
Estos se irían modificando desapareciendo los Urroz y Mauleón (este último de la Baja Navarra) con Teobaldo II de Navarra, mientras que los Cascante y Montagudo se unirían en un solo linaje. En 1264 figuran las siguientes casas: Almoravid, Rada, Lodosa, Barillas, Leet, Baztán, Vidaurre, Arróniz y Monteagudo.

«Pero en este mismo siglo 14, las ricohombrías llegaron á degenerar en títulos de honor, pues que se daban por los reyes aun á los niños que acababan de nacer.»
José Yanguas y Miranda

La presencia de ricoshombres en el entorno del rey era variable y no se trataba, con todo, de un grupo cerrado. En muchas ocasiones no se llega al número y en otras se incorporan nobles de menor relevancia. Desde Felipe II de Navarra nuevos elementos se van incorporando.
| Libro de Armería / Claves Catedral                                                            | 1254                                                 | 1274                                           | 1319                     | 1328                                          | 1329                                   | 1350                                               | 1390                                                                            |
| --------------------------------------------------------------------------------------------- | ---------------------------------------------------- | ---------------------------------------------- | ------------------------ | --------------------------------------------- | -------------------------------------- | -------------------------------------------------- | ------------------------------------------------------------------------------- |
| Almoravid Guevara Aibar Baztán Arróniz Lehet Subiza Rada Vidaurre Cascante Monteagudo Mauleón | Almoravid Aibar Baztán Arróniz Lehet Rada Monteagudo | Almoravid Baztán Lehet Rada Monteagudo Mauleón | Aibar Arróniz Lehet      | Aibar Arróniz Lehet Monteagudo                | Aibar Arróniz Lehet Monteagudo         | Lehet Monteagudo                                   | Aibar                                                                           |
|                                                                                               | Lerate Luna Barillas                                 | Luna González (¿?)                             | Medrano Lacarra Agramont | Medrano Agramont                              | Medrano Agramont                       | Medrano Lacarra Agramont                           | Medrano Lacarra Agramont                                                        |
|                                                                                               |                                                      |                                                |                          | Mirafuentes                                   | Mirafuentes Sault Morentin Ureta Muñiz | Luxa Yániz Otazu Asiáin Acxa Olloqui Eusa Arellano | Arellano Navarra (Bastardos del rey) Laxague Domezáin Bearne (C. Lourdes) Ayanz |
|                                                                                               | Más 13 caballeros                                    | Más «caballeros»                               |                          | Más 58 caballeros, y los grupos de infanzones | Más 22 caballeros                      |                                                    |                                                                                 |

En la mayor parte de los casos estaban emparentados con los reyes. En cambio, la nobleza de segundo orden tenía un ascenso circunstancial y en relación con los servicios militares prestados.[cita requerida]
Entre los linajes que aparecieron posteriormente a las doce familias, destacan el de Agramont con Sancho VII en el siglo XII, el de Pierres de Peralta el Viejo y sus descendientes con Carlos III y la originada por la casa bastarda de Beaumont.[cita requerida] Los linajes de Agramont y el de los Beaumont se enfrentarían en un largo conflicto durante el siglo XV que finalizaría en el siglo XVI con la incorporación de Navarra a Castilla como consecuencia directa de este conflicto.
Con el afianzamiento de las Cortes de Navarra el papel de aconsejar al monarca, que el Fuero General le reservaba a los ricoshombres, se ampliaba al resto de los estamentos.

## Armas de los ricohombres de Navarra
| Escudo | Nombre y Descripción del blasón |  | Escudo | Nombre y Descripción del blasón                                                  |  | Escudo | Nombre y Descripción del blasón |  | Escudo | Nombre y Descripción del blasón                                                                           |
| ------ | --- |  | ------ | -------------------------------------------------------------------------------- |  | ------ | --- |  | ------ | --- |
|        | Agramont De oro, león de azul. |  |        | Aibar De oro llano                                                               |  |        | Almorabid De oro, tres palos de azul. |  |        | Arellano Partido de plata y gules, bordura de azul con ocho bezantes de plata.                            |
|        | Arroniz Tronchado de plata y gules. |  |        | Asiáin De oro, dos lobos de sable; bordura de gules con diecisiete aspas de oro. |  |        | Ayanz De plata, tres calderas de gules, ceñidas de tres de oro, puestas en pal.                                                          |  |        | Barillas De oro, cinco cotizas de gules.                                                                  |
|        | Baztán Jaquelado de plata y sable. |  |        | Cascante De oro, águila de sable.                                                |  |        | Domezáin Cuartelado: 1 y 4 de gules, halcón de plata; 2 y 3º de plata, león de gules.                                                    |  |        | Eusa De plata, tres fajas de gules.                                                                       |
|        | Guevara De gules, cinco panelas de plata.                                                                                                |  |        | Lacarra De plata, león azul.                                                     |  |        | Lasaga De oro, león de gules. |  |        | Leet De oro, tres potes de sable.                                                                         |
|        | Luna De gules, creciente volteado de plata.                                                                                              |  |        | Lusa De gules, tres cabrios combados de oro.                                     |  |        | Mauleón De oro, león de gules. |  |        | Medrano De gules, cruz trebolada de plata, bordura de plata con la divisa: AVE MARIA GRATIA PLENA DOMINI. |
|        | Mirafuentes De oro, tres fajas de sable.                                                                                                 |  |        | Monteagudo De oro, faja de gules.                                                |  |        | Morentin De gules, cinco dados de plata.                                                                                                 |  |        | Olloqui De oro, tres palos de sable; bordura de gules con catorce aspas de oro.                           |
|        | Otazu De gules, creciente volteado de plata bordeado de un jaquelado de dos tiras de oro y sable; campaña de plata bordeada de lo mismo. |  |        | Rada De oro, cruz trebolada verde.                                               |  |        | Subiza De oro, jefe de sable. |  |        | Ureta De gules, cruz trebolada de oro, cantonadas de cuatro veneras de plata.                             |
|        | Urroz Tronchado de gules y plata. |  |        | Vidaurre De oro, faja de azul.                                                   |  |        | Yániz De gules, creciente volteado de plata bordeado de un jaquelado de dos tiras de oro y sable; campaña de plata bordeada de lo mismo. |  |        | |